# Orthotrichia fontinalis
Orthotrichia fontinalis is een schietmot uit de familie Hydroptilidae. De soort komt voor in het Australaziatisch gebied.